# Helena af Waldeck og Pyrmont
Prinsesse Helena af Waldeck-Pyrmont (17. februar 1861 – 1. september 1922) var en tysk prinsesse, der var datter af fyrst Georg Victor af Waldeck-Pyrmont. Hun blev medlem af den britiske kongefamilie, da hun blev gift med prins Leopold af Storbritannien, hertug af Albany, som var yngste søn af prins Albert af Sachsen-Coburg-Gotha og dronning Victoria af Storbritannien. De fik to børn, prinsesse Alice og hertug Carl Eduard af Sachsen-Coburg-Gotha.
Hun var søster til dronning Emma af Nederland, og er oldemor til kong Carl XVI Gustaf af Sverige.

## Biografi

### Tidlige liv
Prinsesse Helena af Waldeck og Pyrmont blev født den 17. februar 1861 i byen Arolsen, hovedstad i det lille fyrstendømme Fyrstendømmet Waldeck i det centrale Tyskland. Hun var datter af fyrst Georg Victor af Waldeck og Pyrmont (1831-1893) og hans hustru prinsesse Helene af Nassau-Weilburg.

### Ægteskab
Sammen med sine søstre Emma og Pauline, blev Helene overvejet som en mulig ægtefælle for deres fjerne fætter Vilhelm 3. af Nederlandene. Hun mødtes senere med en anden fjern fætter, prins Leopold af Storbritannien, som var den yngste søn af dronning Victoria af Storbritannien og prins Albert af Sachsen-Coburg-Gotha, på hans mors forslog. De to blev forlovet i november 1881.
Helene og Leopold blev gift den 27. april 1882 i St George's Chapel på Windsor Castle i England. I Storbritannien var hun kendt som hertuginden af Albany, med prædikatet kongelig højhed. Efter deres bryllup boede Leopold og Helene på Claremont House.

### Senere liv
Parret havde et kort, men lykkeligt ægteskab, der endte da Prins Leopold døde den 28. marts 1884, blot 30 år gammel, under et ophold i Cannes i Sydfrankrig, efter at han havde fået en knæskade ved et fald fra en hest som følge af sin blødersygdom. På tidspunktet for Leopolds død var Helene gravid med deres andet barn. Som enke fortsatte Helene med at bo på Claremont House med deres to børn. Hun døde den 1. september 1922 i Hinterris i Tyrol, Østrig, hvor hun også blev begravet.

## Børn
| Navn                          | Født                          | Død                           | Bemærkninger |
| Med Leopold af Storbritannien | Med Leopold af Storbritannien | Med Leopold af Storbritannien | Med Leopold af Storbritannien                                                                                     |
| ----------------------------- | ----------------------------- | ----------------------------- | --- |
| Prinsesse Alice               | 25. februar 1883              | 3. januar 1981                | Gift 10. februar 1904 med Prins Alexander af Teck (1874–1957)                                                     |
| Prins Charles Edward          | 19. juli 1884                 | 6. marts 1954                 | Hertug af Sachsen-Coburg og Gotha 1905–1918 Gift 11. oktober 1905 med Victoria Adelheid af Glücksborg (1885–1970) |